# Échenilleur ardoisé
Lalage melaschistos
Espèce
Statut de conservation UICN

 LC  : Préoccupation mineure
L’Échenilleur ardoisé (Lalage melaschistos) est une espèce de passereaux de la famille des Campephagidae.

## Répartition et sous-espèces

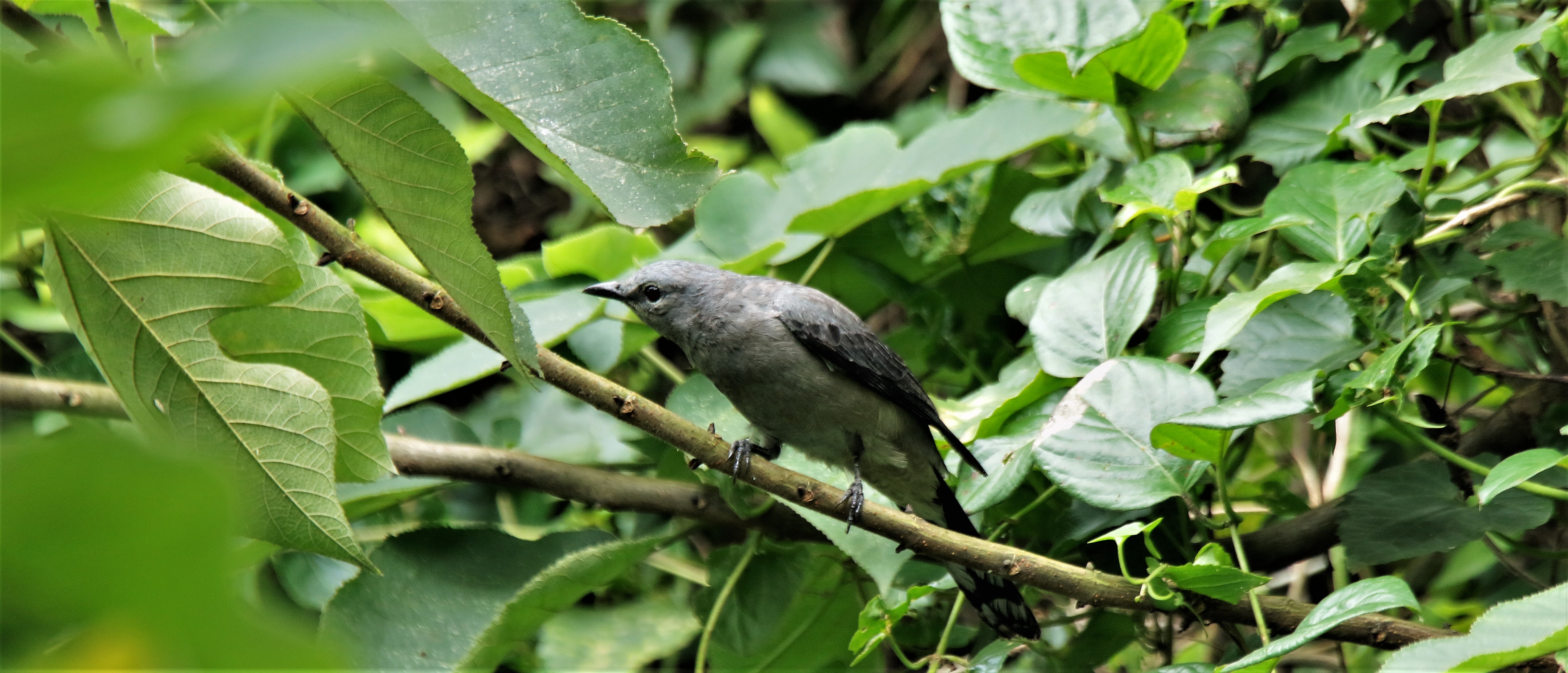
la sous-espèce L. m. saturata

Selon la classification de référence du Congrès ornithologique international (15.1, 2025) il se répartit en quatre sous-espèces (ordre phylogénique) :
- L. m. melaschistos (Hodgson, 1856) — Himalaya et nord-est de l'Inde ;
- L. m. avensis (Blyth, 1852) — Yunnan et centrę/nord de l'Indochine ;
- L. m. intermedia (Hume, 1877) — centre/sud-est de la Chine et Taïwan ;
- L. m. saturata (Swinhoe, 1870) — centre/nord du Viêt Nam et Hainan.

## Systématique
Le nom valide complet (avec auteur) de ce taxon est Coracina melaschistos (Hodgson, 1836).
L'espèce a été initialement classée dans le genre Volvocivora sous le protonyme Volvocivora melaschistos Hodgson, 1836,.
Coracina melaschistos a pour synonymes :
- Coracina melaschistos intermedia (Hodgson, 1836)[2]
- Lalage melaschistos melaschistos[2]
- Lalage melaschistos (Hodgson, 1836)[2]
- Volvocivora melaschistos Hodgson, 1836[3]

### Publication originale
- (en) B. H. Hodgson, « On Some New Species of the Edolian and Ceblepyrine Sub-Families of the Laniidae of Nepal », India review and journal of foreign science and the arts, Calcutta, vol. 1,‎ 1837, p. 324-329 (OCLC 16679652, lire en ligne).